# Аварське ярмо
Аварське ярмо (Аварське іго) — система політичної, економічної та соціальної залежності, що була встановлена Аварським каганатом, над поневоленими народами, з 7 по початок 9 століття. Поневоленими народами що потрапили під аварське ярмо, були майже всі на той момент слов'янські народи (племена), а також волохи, германські народи готи і бавари, частково ярмо розповсюджувалися і на кочових тюрок болгар. Ярмо передбачало обов'язок сплачувати данину і надавати воїнів для війн. Воїни підвладних народів виконували найнебезпечніші військові завдання. Також ярмо виявлялося в знущанні над населенням поневолених народів. Наприклад є свідчення про те що авари запрягали жінок племені дулібів до возів . 
Ярмо зникло в процесі колапсу і розпаду Аварського каганату. Крах Аварського каганату був пов'язаний з повстанням слов'ян і тюрок болгар, війною з Візантією та Імперією франків і внутрішніми суперечками серед авар. Жорстка експлуатація підвладних народів призвела до швидкого і безповоротного колапсу аварської держави. 
Ненависть до аварів призвела до явища відомого як "Аварська пустеля"
(лат. Solitudines Avarorum, або solitudines Avarorum et Pannoniorum), коли народи що жили біля центру аварської держави, фактично його знищили, знищивши аварські міста і все що було пов'язано з аварами. Частина авар відкочувала на Схід, де їх сліди губляться, а частина залишилася в Паннонії і через кілька десятків років повністю розчинилася в народах Західного Причорномор'я та Подунав'я (у мові східних слов'ян залишився тільки вираз: «ізгібоша, як обре», тобто «загинули як авари»)
.